# Ejército Ciudadano Irlandés
El Ejército Ciudadano Irlandés (ICA, en inglés: Irish Citizen Army; en irlandés: Arm Cathartha na hÉireann) fue un grupo armado republicano, izquierdista y obrero que jugó un papel destacado en el movimiento emancipador de Irlanda, sobre todo en las jornadas del Alzamiento de Pascua de 1916. Su sede se encontraba en el Liberty Hall de Dublín.

## Inicios del Ejército Ciudadano Irlandés
El Ejército Ciudadano Irlandés nació como milicia de autodefensa obrera el 23 de noviembre de 1913 bajo la dirección de James Larkin y Jack White. A lo largo de ese año, un conflicto laboral en la compañía de tranvías de Dublín acabó degenerando en una huelga general. La huelga general, que duraría hasta febrero de 1914, se caracterizó por sus duros enfrentamientos y represión (el 31 de agosto de 1913 la policía mató a golpes a dos activistas en la dublinesa calle O'Connell) lo que llevó a los dirigentes sindicales a organizar una milicia para defender a los huelguistas. Aunque a posteriori la huelga resultó un fracaso, el ICA logró forjarse una cierta reputación entre los ambientes obreros y nacionalistas irlandeses.
En marzo de 1914, el ICA sufrió un duro golpe al ser arrestado su líder Jack White en una redada junto a otros activistas. James Connolly asumió entonces la dirección militar de la organización y gracias a la compra de armas a Alemania (que buscaba desestabilizar al Imperio Británico, pues se encontraban ambos imperios inmersos en la Primera Guerra Mundial). La organización se hizo con un pequeño arsenal de rifles Mauser. Connolly, con su experiencia militar en el Ejército británico, se encargó de entrenar a sus activistas (tanto hombres como mujeres, cuya sección dirigía Constance Markievicz), durante dos años con el fin de preparar una insurrección contra los británicos.

## Alzamiento de Pascua de 1916

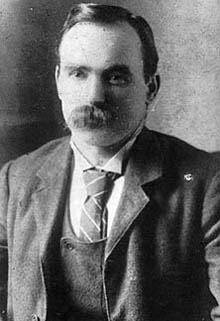
James Connolly dirigió el ICA durante el Alzamiento de Pascua de 1916.

Aunque Connolly amenazó con iniciar el alzamiento unilateralmente, se alcanzó un acuerdo entre los distintos grupos nacionalistas que se saldó con el alzamiento conjunto el 24 de abril de 1916. Pese a su reducido número de activistas (con menos de 300 miembros), el ICA jugó un papel destacable en el Alzamiento de Pascua, en el cual James Connolly ocupó el parque St. Steven de Dublín. Las primeras bajas de los rebeldes irlandeses en el alzamiento fueron dos activistas del ICA en un frustrado intento de asedio del Castillo de Dublín.
Connolly fue nombrado Comandante en jefe de la Brigada de Dublín, pero tras una semana de duros combates las fuerzas rebeldes fueron derrotadas. Este, herido y detenido, fue ejecutado el 12 de mayo de 1916 junto a otros participantes en el alzamiento.

## Ocaso del Ejército Ciudadano Irlandés
Tras la dura represión luego del fallido Alzamiento de Pascua, el ICA entró en declive. Pese a que la organización existió como tal hasta mediados de la década de 1930, la mayoría de sus activistas en activo se pasaron al IRA. Durante la Guerra Anglo-irlandesa, la mayoría de los miembros del ICA se opusieron al tratado participando en la batalla de Dublín (junio-julio de 1922), en la que resultaron vencidos por los partidarios del tratado.